# لويز هوبكينز (رسامة)
لويز هوبكينز (بالإنجليزية: Louise Hopkins)‏ هي رسامة بريطانية، ولدت في 1965 في هارتفوردشير في المملكة المتحدة.